# Korahe
Korahe è una delle zone amministrative in cui è suddivisa la Regione dei Somali in Etiopia.

## Woreda
La zona è composta da 11 woreda:
1. Bodaley
2. Debeweyin
3. El-Ogaden
4. Goglo
5. Higloley
6. Kebridehar
7. Kebridehar town
8. Lasdhankayre
9. Marsin
10. Shaygosh
11. Shilabo